# Agdistis neglecta
Agdistis neglecta é uma espécie de insetos lepidópteros, mais especificamente de traças, pertencente à família Pterophoridae.
A autoridade científica da espécie é Arenberger, tendo sido descrita no ano de 1976.
Trata-se de uma espécie presente no território português.